# París-Roubaix 1902
La 7.ª edición de la carrera ciclista París-Roubaix tuvo lugar el 30 de marzo de 1902 y fue ganada por segunda vez consecutiva por el francés Lucien Lesna. la prueba contó con 268 kilómetros. Tomaron la salida 50 corredores.

## Clasificación final
| Posición | Ciclista          | Equipo | Tiempo     |
| -------- | ----------------- | ------ | ---------- |
| 1        | Lucien Lesna      | -      | 9h32'29"   |
| 2        | Édouard Wattelier | -      | a 7'31"    |
| 3        | Ambroise Garin    | -      | a 11'12"   |
| 4        | Claude Chapperon  | -      | a 20'59"   |
| 5        | Oscar Lepoutre    | -      | a 28'21"   |
| 6        | Jean Fischer      | -      | a 28'57"   |
| 7        | Philippe Leroux   | -      | a 33'07"   |
| 8        | Émile Paigie      | -      | a 38'31"   |
| 9        | Georges Pasquier  | -      | a 47'43"   |
| 10       | B. Barbe          | -      | a 1h04'31" |